# Johnny English
Johnny English är en fransk-brittisk film från 2003 i regi av Peter Howitt med Rowan Atkinson i huvudrollen. Uppföljaren Johnny English Reborn släpptes 2011.

## Handling
Johnny English arbetar på MI7. Under en kollegas begravning exploderar en bomb som slår ut de flesta i organisationen. Johnny får i uppdrag att vakta kronjuvelerna, som blir stulna. Han och hans medhjälpare förföljer tjuvarna, när de tar sig in i deras högkvarter upptäcker de att ledaren tänker kröna sig till Englands kung.

## Om filmen
Filmen är inspelad i London, Dover, Folkestone, Marazion, St Albans och Frankrike. Den hade världspremiär i Storbritannien den 6 april 2003 och svensk premiär den 11 april samma år i Stockholm, Göteborg och Malmö. Åldersgränsen är 7 år.

## Rollista (urval)
| Rowan Atkinson       | – Johnny English             |
| Natalie Imbruglia    | – Lorna Campbell             |
| Ben Miller           | – Bough                      |
| John Malkovich       | – Pascal Sauvage             |
| Tim Pigott-Smith     | – Pegasus, chef för MI7      |
| Douglas McFerran     | – Carlos Vendetta            |
| Steve Nicolson       | – Dieter Klein               |
| Kevin McNally        | – premiärministern           |
| Oliver Ford Davies   | – ärkebiskopen av Canterbury |
| Rowland Davies       | – Sir Anthony Chevenix       |
| Greg Wise            | – agent One                  |
| Tasha de Vasconcelos | – grevinnan Alexandra        |

## Musik i filmen
- A Man for All Seasons, framförd av Robbie Williams
- Thank You for the Music, skriven av Benny Andersson och Björn Ulvaeus, framförd av Rowan Atkinson
- The Only Ones, framförd av Moloko
- Kismet, framförd av Bond
- Does Your Mother Know, skriven av Benny Andersson och Björn Ulvaeus, framförd av Abba
- Theme from Johnny English
- Theme from Johnny English (Salsa Version), framförd av Bond